# Strandmarkskirken
Strandmarkskirken er en kirke i Strandmarks Sogn i Hvidovre Kommune.

## Historie
Efter 2. verdenskrig, i 1948, voksede befolkningstallet i Hvidovre Kommune drastisk. Strandmarks Sogn blev udskilt fra Hvidovre Sogn med en simpel træbygning som kirke, der blev indviet d. 30. januar 1949. Træbygningen havde tidligeret været opført i Dragør som kirke i lejren for tyske flygtninge. Regulering af varmen foregik vha. to kakkelovne om vinteren, og om sommeren var man ofte nødt til at åbne vinduerne på grund af varmen.
Befolkningstallet voksede dog stadig støt, og allerede i 1965 var trækirken for lille og der blev opført en ny kirke på samme sted. Den gamle trækirke blev efter indvielsen af den nye kirke savet i tre stykker og fragtet til en anden placering i Hvidovre, hvor den blev brugt som spejderhytte.
Strandmarkskirken blev benyttet som location i filmen Italiensk for begyndere.

## Kirkebygningen
Kirken er tegnet af Johannes Find og Bent A. Jørgensen fra boligselskabet KAB. Boligselskabet står også bag det omkringliggende byggeri. Bygningens østside er et stort vinduesparti. På nordsiden står et klokketårn, og mod syd ligger en bygning med menighedslokaler.
I 2002 udbyggedes kirken igen med nye kontorer og et mødelokale.
- Indgang
- Klokketårn

## Inventar
Kirkens inventar er meget enkelt. Som i så mange moderne kirker er prædikestol og døbefont muret. Fonten har et glasfad (Holmegård).
Orglet er af brødrene Bruhn. Det er fra 1968 og har 18 stemmer fordelt på 2 manualer og pedal.
De tre klokker i det kampanilelignende tårn er fra Petit og Frizen.

## Eksterne kilder og henvisninger
- Wikimedia Commons har flere filer relateret til Strandmarkskirken
- De danske Kirker, redigeret af Erik Horskjær. Bind 1, Storkøbenhavn. G.E.C. Gads Forlag, 1969-1971. ISBN 87-12-17550-1
- Strandmarkskirken hos KortTilKirken.dk